# Eric Gobetti
Eric Gobetti (Torino, 6 marzo 1973) è uno storico italiano, studioso del fascismo, della seconda guerra mondiale, della Resistenza e della storia della Jugoslavia nel Novecento.

## Biografia
Dopo la laurea in Storia dell'Europa orientale ottenuta nel 1999 all'Università degli Studi di Torino, Gobetti ha portato a termine due dottorati, uno a Torino con Marco Buttino e l'altro con Luciano Canfora, presso la Scuola superiore di studi storici di San Marino. Negli anni seguenti ha condotto ricerche in particolare sull'attentato di Sarajevo, sul movimento nazionalista croato degli ustascia negli anni 1930, sulle stragi nazifasciste in Piemonte, sulle raccolte audiovisive a tema resistenziale in Piemonte, sui crimini di guerra italiani nei Balcani e sulla presenza italiana in Jugoslavia nella seconda guerra mondiale.
Ha scritto per testate nazionali come Il Piccolo di Trieste e La Stampa e riviste on-line come Doppiozero ha partecipato in qualità di guida a viaggi di turismo culturale nei paesi della ex Jugoslavia e ad Auschwitz ed è stato relatore in numerosi convegni nazionali e internazionali.
Nel 2013 collabora con il canale televisivo Rai Storia, per il quale ha realizzato tra l'altro la trasmissione in tre puntate La Divisione Garibaldi, sulla divisione partigiana italiana che combatté al fianco dei partigiani jugoslavi.
Ha prodotto due documentari: Partizani. La Resistenza italiana in Montenegro (2015, con musiche di Massimo Zamboni) con il quale vince il premio Opera prima al 22° San Giò Verona Video Festival
e Sarajevo Rewind 2014>1914 (2016, con Simone Malavolti).

## Pubblicazioni e interventi sulle foibe
Gobetti è stato al centro di una vivace polemica per la pubblicazione del volume E allora le foibe?, avvenuta in prossimità del Giorno del ricordo (10 febbraio) del 2021. Il titolo del libro riprende la domanda che Vichi di CasaPound, immaginaria militante di estrema destra impersonata dalla comica Caterina Guzzanti, rivolge ai suoi interlocutori quando è messa in difficoltà.
Il libro è stato accolto positivamente, poco dopo la sua uscita, dagli storici David Bidussa, Giovanni De Luna e Bruno Maida; quest'ultimo ha affermato che il libro  «smonta uno a uno gli stereotipi, contesta le falsità contrapponendo un solido apparato di dati e tesi storiografiche che si sono affermate in decenni di ricerca e, credo, faccia anche un ottimo servizio alle vittime, sradicandole da un eroismo e un paradigma vittimario strumentalmente politici e restituendo loro storicità e umanità».
Di contro, ha avuto varie critiche da esponenti delle associazioni degli esuli giuliano-dalmati, da alcuni opinionisti e da esponenti politici italiani di centro-destra come Maurizio Gasparri che ha querelato Gobetti e Laterza editore, di estrema destra e di Fratelli d'Italia, come la presidente Giorgia Meloni. Gobetti in precedenza aveva rivolto a Meloni un insulto sessista tramite messaggio pubblico su Facebook; in seguito, lo storico si è scusato asserendo di aver voluto citare un intervento pubblico di Silvio Berlusconi, che avrebbe scherzosamente rivolto il medesimo epiteto alla Meloni; la notizia per cui Berlusconi avrebbe apostrofato Meloni con un termine offensivo è tuttavia falsa.
Renzo Codarin, presidente del Centro di Documentazione Multimediale della Cultura giuliana, istriana, fiumana e dalmata (collegato ad alcune associazioni di esuli), ha definito il volume «un'opera giustificazionista» con un titolo che «vorrebbe essere ironico, ma si rivela offensivo». Un giudizio analogo è stato espresso sul Corriere della Sera dal giornalista Goffredo Buccini, che ha definito il libro un «pamphlet» che, «pur dichiarandosi sulle foibe lontano dal negazionismo, inciampa, in effetti, nel riduzionismo se non nel giustificazionismo, nei toni e nell'impianto». Su HuffPost lo scrittore Mauro Suttora ha collegato il libro a «una certa sinistra estremista» che «non ha mai accettato» il Giorno del ricordo. Critiche al libro sono arrivate anche dallo storico Andrea Rossi.
Ulteriori polemiche politiche sono state sollevate in merito ad alcune fotografie circolate in rete che ritraggono Gobetti con statue di Josip Broz Tito o in luoghi legati alla resistenza comunista jugoslava, come il museo dell'AVNOJ a Jajce, talvolta mentre esegue il saluto comunista a pugno chiuso e indossa magliette raffiguranti Tito. In un'intervista resa da Gobetti, la foto scattata a Jajce è definita «uno scherzo di una decina d'anni fa», e in un'altra afferma che la foto «ovviamente aveva carattere ironico, ma viene usata per dimostrare che non sono serio e soprattutto che sarei tendenzioso perché filocomunista [...]» ma, continua Gobetti: «la serietà scientifica di uno studioso non si valuta in base alle sue foto private, ma su cosa scrive e produce»; ribadendo inoltre di giudicare "in maniera molto critica, ma globalmente positiva, l'operato dello Stato Jugoslavo nel suo complesso, dal 1945 al 1990. Per questo non vedo niente di male nel farmi fotografare davanti alla bandiera jugoslava. Ovviamente la Jugoslavia è uno stato autoritario, ma paragonarla alla Germania nazista è un insulto all'intelligenza umana".
Ancor prima della pubblicazione di E allora le foibe?, Gobetti ha ricevuto ingiurie, intimidazioni e minacce di morte, alle quali ha risposto: 
Piena solidarietà a Gobetti è stata espressa dalla Società Italiana per lo Studio della Storia Contemporanea, in un suo comunicato con il quale, fra l'altro, condanna «fermamente ogni tentativo di stabilire verità per legge e di limitare la libertà di ricerca storica e la discussione dei suoi risultati attraverso l'uso di ricatti e aggressioni di qualunque tipo che deformano il dibattito pubblico e colpiscono la dignità delle persone». Il comunicato è stato ripubblicato dal bollettino d'ateneo dell'Università di Catania con una nota introduttiva a firma della professoressa Pinella Di Gregorio (ordinaria di storia contemporanea), nella quale si afferma: «Al di là del titolo provocatorio, il libro è basato su una ricerca storica puntuale e non ha certamente toni tali che possano anche lontanamente avvalorare tesi negazioniste».
Anche lo storico Paolo Pezzino, nella sua qualità di presidente dell'Istituto nazionale Ferruccio Parri, ha espresso solidarietà a Gobetti, affermando fra l'altro che dietro questo genere di attacchi condotti da «elementi di destra» contro «qualsiasi interpretazione che rifiuti la vulgata nazionalista della pulizia etnica a danno degli italiani» si nasconde «non solo la totale ignoranza degli eventi storici, l'utilizzazione di parole d'ordine nazionaliste, ma anche e soprattutto la cancellazione del ventennio fascista e dei suoi crimini». 
Il professor Marco De Nicolò, docente di storia contemporanea presso l'Università di Cassino, in un articolo pubblicato nel marzo 2021 ha affermato che «da oltre 20 anni il rapporto difficile con la ricerca storica è soprattutto determinato dal centrodestra, con un insieme di atteggiamenti, di dichiarazioni pubbliche, di decisioni istituzionali» comprendenti «minimizzazioni, relativizzazioni» nei confronti del fascismo e «intimidazioni e minacce» nei confronti degli studiosi; per quanto concerne foibe ed esodo, De Nicolò ha rilevato l'«alta tensione creata sull'argomento, giunta alle minacce fisiche rivolte a un autore come Eric Gobetti, e alla sua famiglia, che ha proposto una sua visione del tema».

## Opere
- Dittatore per caso. Un piccolo duce protetto dall’Italia fascista, Napoli, L'Ancora del Mediterraneo, 2001, ISBN 88-8325-034-6.
- 1943-1945: la lunga liberazione, a cura di, Milano, Angeli, 2007. ISBN 978-88-464-8120-7.
- L'occupazione allegra. Gli italiani in Jugoslavia (1941-1943), Roma, Carocci, 2007, ISBN 978-88-430-4171-8.
- Il mito dell'occupazione allegra. Italiani in Jugoslavia (1941-1943), in Memoria e rimozione: i crimini di guerra del Giappone e dell'Italia, a cura di Giovanni Contini, Filippo Focardi e Marta Petricioli, Roma, Viella, 2010. ISBN 978-88-8334-412-1.
- Nema problema! Jugoslavie, dieci anni di viaggi, Torino, Miraggi, 2011, ISBN 978-88-96910-09-2.
- Alleati del nemico. L'occupazione italiana in Jugoslavia (1941-1943), Roma-Bari, Laterza, 2013, ISBN 978-88-581-0673-0.
- Sarajevo rewind. Cent'anni d'Europa, Torino, Miraggi, 2017, ISBN 978-88-9981-514-1.
- La Resistenza dimenticata. Partigiani italiani in Montenegro, Salerno, 2018, ISBN 978-88-6973-293-5.
- E allora le foibe?, Bari-Roma, Laterza, 2021, ISBN 978-88-5814-197-7.
- I carnefici del Duce, Bari-Roma, Laterza, 2023, ISBN 978-88-5815-139-6.
- Eric Gobetti (a cura di), L'Italia e gli ustascia (1929-1945), Pisa, Pacini, 2024, ISBN 979-12-5486-372-5..

## Documentari
- Eric Gobetti, Partizani. La Resistenza italiana in Montenegro, 2015.
- Eric Gobetti e Simone Malavolti, Sarajevo rewind 2014>1914, 2016.[29]